# Olivia Marianne
Olivia Marianne er et litterært værk af Johannes V. Jensen.
Det udkom første gang i aftenudgaven af Berlingske Tidende den 4. januar 1915, senere sammen år i bogform i bogen der bar samme titel.
Da den udkom i Berlingske Tidende var det egentlig under titlen "Olivia Marianne, Eksotisk Elegi".
Første sætning lyder:
| „ | I Buitenzorg paa Java, et Sted i den botaniske Have, staar der et Gravmæle, en lille tempelagtig Bygning i Empiretidens Stil, kun et rundt aabent Tag baaret af hvide Søjler, derunder er der en Gravsten med en Urne, altsammen i simple Linjer, ædelt og stille, en Tone fra vore Oldefædres Tid, da Evropa endnu var det gamle fine, besynderligt naive og rørende provinsielle Evropa. | “ |

Kvinden, der beskrives i teksten, er Olivia Mariamne Devenish, gift med Stamford Raffles, Singapores grundlægger.
Buitenzorg som nævnes i tekstens første sætning er nutidens Bogor på Java, der ligger 60 kilometer syd for Jakarta og den botaniske have er Bogor botaniske haver (Kebun Raya Bogor).
Olivia Mariamnes gravmæle som også nævnes i første sætning og som citeres ses stadig i den botaniske have.
Indskriften på gravmælet citeres i teksten. Digtet lyder:
Oh Thou Whom Neer My Constant Heart 

One Moment Hath Forgot, 

Tho' Fate Severe Hath Bid Us Part, 

Yet Still Forget Me Not
Johannes V. Jensen var på rejse i Asien fra 1912 til 1913.
I januar 1913 havde han sejlet til Java, og teksten stammer fra denne del af rejsen som også resulterede i myten En Roman paa Java og skitsen Paa Java.
Olivia Marianne blev indlemmet i novellesamlingen Eksotiske Noveller.
En ebogsudgave af novellesamlingen Olivia Marianne blev udgivet i fra Gyldendal i 2016.
Novellen findes også i novellesamlingen Hos Fuglene.